# 現金分享計劃
現金分享計劃（葡萄牙語：Plano de Comparticipação Pecuniária no Desenvolvimento Económico）是2008年由時任澳門行政長官何厚鏵提出的，目的是分享經濟發展成果，抗擊通脹以及2008年金融危機的衝擊。2008年首次推行，累計發放18次（截至2025年），發放金額也有所提升。澳門市民普遍稱此計劃為“派錢”。

## 受惠對象
凡在限期時持有有效或可續期的澳門居民身份證居民均是為此計劃之受惠對象，包括非永久性居民和永久性居民。

## 發放方式
澳門政府把社會工作局經濟援助金受益人、領取直接津貼的教職員、教育及青年發展局學生福利基金以及大專助學金受惠學生、敬老金受益人、公務員、領取退休金的退休公務員及撫恤金受領人自動轉帳至其銀行帳戶；其他合乎資格人士透過郵寄方式把劃線支票寄给受惠人士。

## 計劃詳情
相關計劃由2008年開始，至今已派發的金額如下。
| 年份 | 永久性居民     | 非永久性居民  | 計劃預算(澳門元)   |
| ---- | -------------- | ------------- | ------------------ |
| 2008 | MOP$5,000.00   | MOP$3,000.00  | 26億元             |
| 2009 | MOP$6,000.00   | MOP$3,600.00  | 32 億元            |
| 2010 | MOP$6,000.00   | MOP$3,600.00  | 32.8 億元          |
| 2011 | MOP$7,000.00   | MOP$4,200.00  |                    |
| 2012 | MOP$7,000.00   | MOP$4,200.00  | 41.14億元          |
| 2013 | MOP$8,000.00   | MOP$4,800.00  | 48.74 億元         |
| 2014 | MOP$9,000.00   | MOP$5,400.00  | 57.86 億           |
| 2015 | MOP$9,000.00   | MOP$5,400.00  | 57.86 億元         |
| 2016 | MOP$9,000.00   | MOP$5,400.00  | 59.37 億元         |
| 2017 | MOP$9,000.00   | MOP$5,400.00  | 61億2859萬元       |
| 2018 | MOP$9,000.00   | MOP$5,400.00  | 62億3956萬元       |
| 2019 | MOP$10,000.00  | MOP$6,000.00  | 69億9千9百5萬6千元 |
| 2020 | MOP$10,000.00  | MOP$6,000.00  | 71億10萬元         |
| 2021 | MOP$10,000.00  | MOP$6,000.00  | 72.35億元          |
| 2022 | MOP$10,000.00  | MOP$6,000.00  | 72.35億元          |
| 2023 | MOP$10,000.00  | MOP$6,000.00  | 億元               |
| 2024 | MOP$10,000.00  | MOP$6,000.00  | 億元               |
| 2025 | MOP$10,000.00  | MOP$6,000.00  | 億元               |
| 總額 | MOP$144,000.00 | MOP$86,400.00 |                    |

### 2008年度
2008年5月23日，經濟財政司司長譚伯源聯同相關的局級官員在澳門政府總部公布現金分享計劃及有關資料；凡在2008年7月1日持有澳門永久性居民獲發5000元澳門幣，而澳門非永久居民則獲發3000元澳門幣。自澳門政府公布現金分享計劃後，超過1萬1000人合乎資格領取澳門身份證人士均向身份證明局辦理證件，以冀望獲得澳門政府發放現金。
澳門政府分別在2008年7月4日、10日及16日以自動轉帳方式向有關受惠人士至其帳戶。另一方面，現金分享計劃第一批劃線支票於同月14日起以出生年份分階段發放至受惠人士；最後一批劃線支票則於該年9月12日全部寄出

### 2009年度
澳門行政長官何厚鏵於2008年11月11日在澳門立法會發表施政報告時表示為了進一步向居民分享經濟成果以及對抗金融海嘯而面臨帶來的壓力和衝擊；施政報告中表示澳門政府將於2009年上半年作另一次發放一次性現金分享計劃，而分享金額原則上不會少於第一次現金分享計劃發放的金額。2009年4月16日，何厚鏵在出席立法會答問大會時表示永久性居民可獲發6000澳門幣，而澳門非永久居民則獲發3600澳門幣，並預計是次分享計劃將於5月中開始發放。是次計劃發放工作自2009年5月中旬展開至7月20日。

### 2010年度
2010年3月16日，行政長官崔世安發表2010年施政報告，宣佈繼續現金分享計劃、醫療券等惠民政策，金額與去年相同，即向澳門居民發放6000元。

### 2011年度
2010年11月16日，行政長官崔世安發表施政報告，永久居民和非永久居民現金分享計劃金額，分別下調至四千元及二千四百元。
2011年4月20日，鑑於同年香港政府推行「$6,000計劃」，澳門特別行政區行政長官崔世安在立法會答問大會上宣布，特區政府將於下半年再推出一次性紓困措施，向每名永久性居民發放3000元，每名非永久居民1800元，預計總開支為17億元。 他又稱，現金分享只會對物價造成一次性影響，長期影響並不明顯，根據估算，每千元現金分享會推高通脹率不超過0.15%，預計此輪現金分享對通脹率的影響不超過0.45%。是次措施後來定名為「2011年度現金補助」。

### 2012年度
2011年11月15日，行政長官崔世安發表施政報告時表示向永久性居民和非永久性居民分別發放7,000及4,200元，較上一個財政年度高75%。

### 2013年度
2012年11月13日，行政長官崔世安發表施政報告時表示向永久性居民和非永久性居民分別發放8,000及4,800元，較上一個財政年度高12.5%。

### 2014年度
2013年11月12日，行政長官崔世安發表施政報告時表示向永久性居民和非永久性居民分別發放9,000及5,400元.

### 2015年度
2014年11月11日，行政長官崔世安於施政報告建議繼續向永久性居民和非永久性居民分別發放9,000及5,400澳門元。

### 2016年度
2015年11月17日，行政長官崔世安於施政報告建議繼續向永久性居民和非永久性居民分別發放9,000及5,400澳門元。

### 2017年度
2016年11月15日，行政長官崔世安於施政報告建議繼續向永久性居民和非永久性居民分別發放9,000及5,400澳門元。

### 2018年度
2017年11月14日，行政長官崔世安於施政報告建議繼續向永久性居民和非永久性居民分別發放9,000及5,400澳門元。預計涉及永久性居民約68.67萬人，非永久性居民約5.3千人。預算開支約為澳門元62億3956萬元。

### 2019年度
2018年11月15日，行政長官崔世安於施政報告建議繼續向永久性居民和非永久性居民分別發放10,000及6,000澳門元，較上一個財政年度高增加1,000澳門元及600澳門元。現金分享於2019年7月2日至9月13日分批向居民發放。預計涉及永久性居民約67萬3百13人，非永久性居民約4萬9千3百21人。預算開支約為澳門元69億9千9百5萬6千元。

### 2020年度
2019年11月12日，行政長官崔世安於施政報告建議繼續向永久性居民和非永久性居民分別發放10,000及6,000澳門元。而經第五届政府於行政會進行《2020年度現金分享計劃》行政法規草案，因應2019年新冠肺炎疫情而造成的影響，特首賀一誠決定將發放日期由以往的七月開始，提前於該年四月起發放。預計涉及永久性居民約68萬人，非永久性居民約4萬8千人。預算開支約為澳門元71億10萬元。

### 2021年度
2020年11月16日，行政長官賀一誠於施政報告建議繼續向永久性居民和非永久性居民分別發放10,000及6,000澳門元。2021年3月16日，政府公佈2021保就業、穩經濟、顧民生計劃，經濟財政司司長李偉農宣佈現金分享提前於該年4月起開始發放。預算為72.35億元。隨即行政行官於2021年3月18日公佈了第9/2021號行政法規《2021年度現金分享計劃》，規定了計劃的部份內容。

### 2022年度
2021年11月16日，行政長官賀一誠於施政報告建議繼續向永久性居民和非永久性居民分別發放10,000及6,000澳門元。

### 2023年度
2022年11月14日，行政長官賀一誠於施政報告建議繼續向永久性居民和非永久性居民分別發放10,000及6,000澳門元。

### 2024年度
2023年11月14日，行政長官賀一誠於施政報告建議繼續向永久性居民和非永久性居民分別發放10,000及6,000澳門元。2024年5月10日，澳門行政會完成討論《2024年度現金分享計劃》行政法規草案，宣佈於7月2日起陸續向居民發放現金，永久居民可獲10,000澳門元，每名非永久居民6000澳門元，此次合計受益人數達到74.8萬人，其中永久性居民約71.8萬人，非永久性居民約3.1萬人，本年度的現金分享計劃總共涉及財政開支73.6億澳門元。這是澳門連續第17年向居民派錢。

### 2025年度
2024年11月19日，行政長官賀一誠於施政報告建議繼續向永久性居民和非永久性居民分別發放10,000及6,000澳門元。

## 辦事處
為協助現金分享計劃，澳門政府在塔石廣場商業中心設立「現金分享發放輔助中心」，並於在2008年7月1日正式運作，以處理及協助有需要的居民解決收取款項問題及提供查詢等服務；基於現金分享計劃之支票兌現期為期三年，因此於同年11月3日起遷至南灣大馬路中華廣場二樓市政署(前稱民政總署)綜合服務中心代為處理。

## 外部連結
- 現金分享發放輔助中心官方網頁 （页面存档备份，存于）